# Tourisme ferroviaire
Le tourisme ferroviaireest une forme de tourisme durable ou tourisme responsable qui recourt aux trains et aux chemins de fer. Il peut consister en un voyage à bord d'un train touristique, la visite d'un chemin de fer touristique, d'un musée ferroviaire, ou de la circulation en vélorail ou draisine sur une ligne de chemin de fer abandonnée ou présentant un intérêt particulier, etc.

## Dimensions
Le Tourisme ferroviaire est très inégalement développé selon les pays. En Suisse, deux lignes assurent autant d'emplois qu'environ la moitié des emplois de tout le secteur du tourisme ferroviaire en France.

### Tourisme ferroviaire en Suisse
En Suisse, les « Glacier Express » et « Bernina Express » des Chemins de Fer Rhétiques (RhB) génèrent 250 emplois directs. Il existe un « modèle suisse » du tourisme ferroviaire, qui constitue un tourisme durable avant que cette notion devienne populaire ailleurs.

### Tourisme ferroviaire en États-Unis
C'est États-Unis, qu'émerge "le premier chemin de fer d’accès à un grand site". Au début des années 2020, le seul État de l’Ohio, peuplé de 11 millions d’habitants, rassemble 30 trains touristiques attirant 3 millions de visiteurs.

### Tourisme ferroviaire en Pays de Galles
Au Pays de Galles le tourisme ferroviaire est particulièrement dynamique. Il valorise le patrimoine industriel d'une région anglaise qui fut un pilier de l'extraction charbonnière et de la sidérurgie à partir du XIXe siècle.

### Tourisme ferroviaire en France
Le développement du tourisme ferroviaire en France est un phénomène et à la fois récent et ancien, qui avait pris place depuis 1870.
Selon une enquête dans le quotidien Le Figaro, la France compte 1200 km de voies ferrées destinées à un usage touristique, répartis entre une centaine de réseaux, qui génèrent 3,7 millions de visites par an et les plus beaux trains touristiques  en France" sont le Tramway du Mont-Blanc en région Auvergne-Rhône-Alpes, le Chemin de fer touristique Pontarlier-Vallorbe, appelé aussi Coni’fer en région Bourgogne-Franche-Comté, La Vapeur du Trieux en Bretagne, la ligne de la Balagne en Corse et le Train de la vallée du Loir dans la région Centre-Val de Loire.
En Corse la ligne de la Balagne, qui traverse  des paysages de rudes colline, comporte notamment de petits ouvrages d'art et neuf tunnels dont cinq dans la zone de Novella (Novella, Funtanella, Concoli, Cruschini et Guadioni).
Le tourisme ferroviaire se combine souvent avec d'autres services et loisirs, comme la restauration et le spectacle vivant. En Lorraine en le Train touristique d’Abreschviller, a demandé pour ses animations estivales à une société de production de réaliser des ‘‘Attaques du train’’ avec figurants et cascadeurs, en costumes indiens traditionnels, "comme à l’époque du Far West".

## Motivations
Parmi les motivations, mieux "profiter des paysages" ou encore "revivre l'épopée du rail", dans des trains à vapeur ou à crémaillère, que ce soit "en bord de mer, en montagne ou à travers champs".

## La voie ferrée et les cycles

### Kit pour transformer un vélo en vélorail
Le Youtubeur américain Cam Engineering a réussi à parcourir près de 200 km le long de vieilles voies ferrées abandonnées, filmé par un drône, après avoir mis au point un kit pour transformer son vélo classique en draisine "polyvalente", adaptée aux rails, permettant de parcourir à la fois les circuits ferroviaires et les sentiers montagneux californiens. Deux tiges en aluminium prolongent l'axe de la roue avant et descendent vers une roulette enserrant le rail, le tout guidant une trajectoire rectiligne du vélo. Un système de stabilisation complété par un bras de support à l’arrière, qui 'permet de prendre appui sur le rail parallèle extérieur", le dispositif étant amovible pour passer aux sentiers,. Une fois sortis des voies ferrées, les deux stabilisateurs se rétractent, pour former un véhicule "parfaitement hybride". L’idée consiste à "parcourir des trajets longs assez rapidement, sans être gêné par le trafic routier".
Ce modèle se distingue des précédentes cyclo-draisines plus anciennes, dotées de deux postes de conduite, chacun disposé sur un rail et reliées par un léger chassis, certains modèles, pouvant accueillir une à deux personnes assises.